# Carlos Del Moral

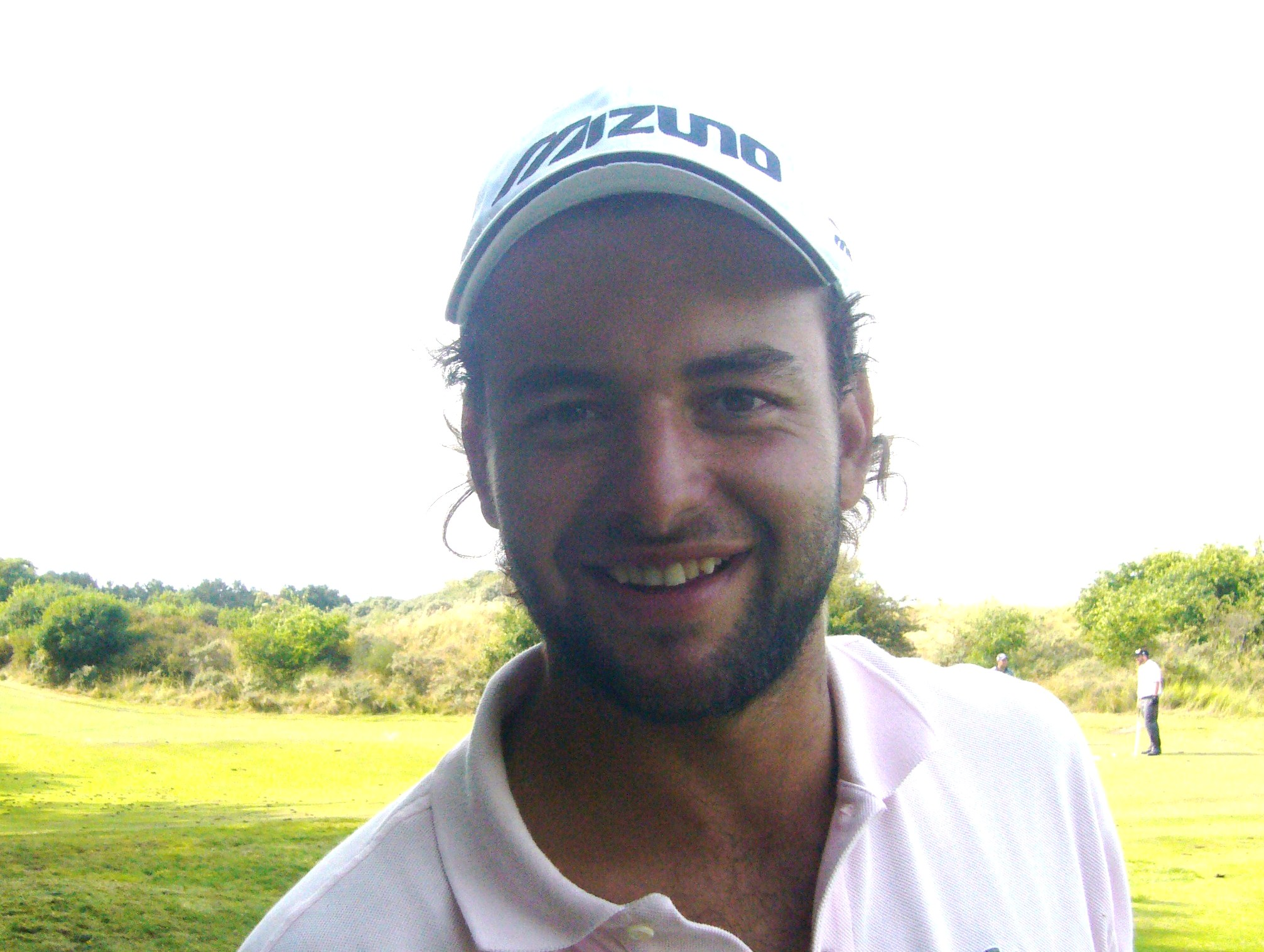
KLM Open 2009.

Carlos del Moral (Valencia, 30 augustus 1985) is een professioneel golfer uit Spanje.

## Amateur
Del Moral studeerde aan de Universiteit van Oklahoma tegelijk met de Amerikaanse Ryder Cupspeler Anthony Kim. Hij  woonde in Valencia en speelde op Escorpion Golf Club. Hij zat in 2002 en 2003 in de nationale selectie.

### Gewonnen
- 2002: English Boys Stroke Play Championship U18 (Carris Trophy), European Boys Amateur Championship, Spanish Boys Under 18 Championship

### Teams
- Jacques Leglise Trophy: 2002

## Professional
Del Moral werd in 2005 en begon op de Challenge Tour te spelen. In 2008 haalde hij de derde plaats op de Tourschool en speelde hij veelal op de Europese PGA Tour. Hij moest echter steeds weer terug naar de Tourschool, die hij in 2013 won. 

### Gewonnen
OKI Tour
- 2006: Oliva Nova

Challenge Tour
- 2006: Texbond Open (CT) op Gardagolf, Italië na play-off tegen Lee S James
- 2010: Russian Challenge Cup

Europese Tour
- 2013: Europese Tourschool (-26)